# Уложение 1719 года

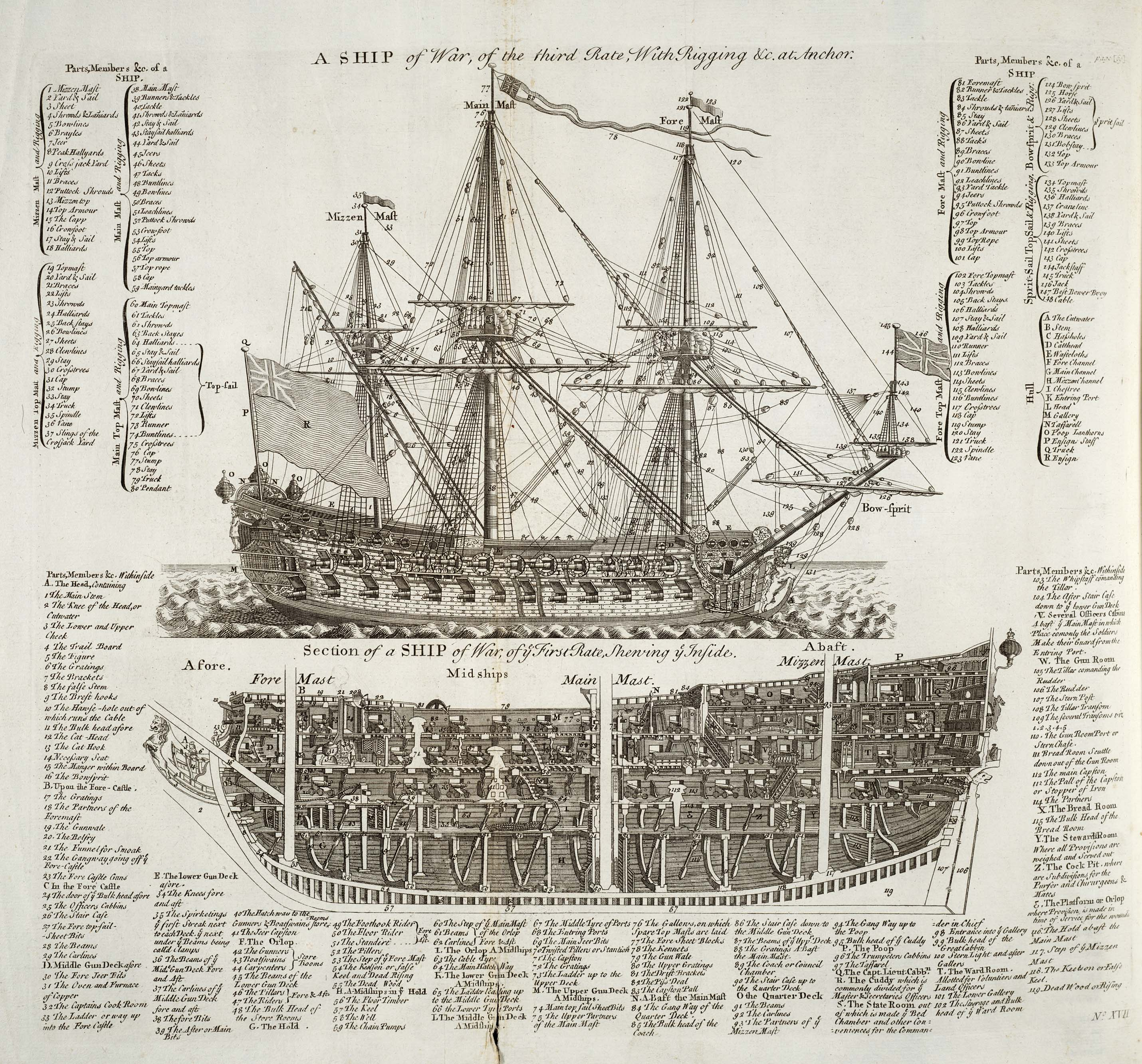
Корабли эпохи уложений: 70-пушечный 3 ранга и 100-пушечный 1 ранга (1728)

Уложение 1719 года — первый официальный «свод» (обязательных требований на постройку), регулирующий постройку всех кораблей для Королевского флота, новых или перестроенных, от 20 пушек и выше, будь то на королевских верфях или частными подрядчиками. Не включало, однако, выпуск единых чертежей для каждого типа корабля. Не включало корабли без ранга.

## Основные черты
Новое уложение 1719 года не распространялось на корабли, имевшие менее 20 пушек (без ранга). Заменило предыдущее уложение 1706 года, которое только определяло основные размерения кораблей от 40 пушек и выше, и специально исключало 100-пушечные первого ранга.
Относилось ко всем новым кораблям от первого до шестого ранга включительно (то есть все корабли в 20 и более пушек), а также перестройке существующих кораблей. Собственно, первые 20 лет после 1719 года все корабли были, в определённом смысле, перестройками существующих, так как Адмиралтейству было запрещено строить «новые» (то есть дополнительные) корабли. В этот период «перестройка» могла представлять собой что угодно, от снятия палубного настила или обшивки, для замены гнилых тимберсов и корректировок в соответствии с требуемыми размерами, до полной разборки и постройки, фактически, совершенно нового корабля, при некотором использовании элементов старого.
Ещё важнее было то, что новое уложение 1719 года не ограничивалось просто указанием габаритных размеров каждого типа корабля, но теперь излагало подробно другие спецификации, касающиеся постройки, вплоть до толщины бревен («[бруса») и досок, используемых в постройке.
Принятое в 1719 году уложение подверглось существенному пересмотру в 1733 и 1741 годах, хотя ревизии не имели в виду его заменить. Полностью новое уложение для замены текущего было окончательно принято в 1745 году.
До централизации всех проектных работ в офисе Сюрвейера флота в 1745, за чертежи каждого корабля отвечал главный мастер (англ. Master Shipwright) верфи, на которой корабль строился. Таким образом корабли, построенные по одному уложению, должны были соответствовать предписанным в нём размерам и другим деталям, но имели различия в конструкции и поэтому не являлись единым «типом» в современном понимании этого термина. Исключением была постройка по договору на частных верфях, для которых Сюрвейер выпускал общие чертежи, и направлял копии верфям для исполнения. Это относилось только к некоторым из кораблей, двухдечных или меньше (все трехдечные строились или перестраивались на королевских верфях), и было почти исключительно необходимостью военного времени.

## Предыстория
С введением уложения 1706 года британская корабельная архитектура вступила в период весьма консервативного застоя. Уложения должны были ввести стандартизацию по всему флоту, в частности, сократить расходы Великобритании на содержание большого военно-морского флота. Побочным эффектом столо почти полное устранение любых конструкторских новаций до отмены уложений в начале 1750-х годов.
Когда король Георг I взошел на престол в 1714 году, дав таким образом начало Ганноверской династии в Англии, управляющие органы Королевского флота — Адмиралтейский комитет и Военно-морской комитет — прошли типичную реорганизацию связанную с изменением режима. Адмиралтейство стало гораздо более политизированным институтом, а Военно-морской комитет заполнили люди, познавшие своё ремесло в годы становления системы уложений. Очень важным фактором в создании уложение 1719 года и его последующем долголетии стало то, что период 1714-1739 годов был самым мирным из всего XVIII века.
Ещё одним фактором было введение в 1716 году нового Уложения о пушках (англ. Establishment of Guns). Ранее рейтинг устанавливался для каждого отдельного корабля, так как часто имелись различия между кораблями одного и того же номинального размера, влиявшие на то, какое вооружение они могли нести. Уложение о пушках 1716 года предназначалось обратить эту ситуацию так, чтобы все корабли определённого типа (например, 70-пушечные) несли одинаковое вооружение. Военно-морской комитет подчеркнул тот факт, что в строю находились ещё корабли, которые были физически не в состоянии нести предписанное вооружение, из-за числа и расположения пушечных портов, или недостаточной прочности конструкции. В целом, однако, Военно-морской комитет решил взяться за перестройку всех кораблей к общей конструкции, для проведения в жизнь нового Уложения о пушках.
В целом новое уложение было принято из стремления сэкономить в расходах и стандартизировать постройку, которое находилось в противоречии с нуждой в улучшении конструкции. Выразителями первого в Адмиралтействе были в основном люди, близкие к политике, имевшие опыт администрации, связи с правительством и Парламентом. В эпоху уложений их было большинство. Второе направление, заинтересованное в улучшении качеств кораблей, представляли в основном профессионалы: моряки и строители с опытом практического применения флота. Первые действовали в интересах бюджета и соображений мирного времени, а субъективно — в интересах флотской бюрократии. Вторые помнили о войне, которую рано или поздно придется вести, и защищали интересы боевых офицеров.

## Соглашения 1719 года
Уложение новых размеров, завершенное в декабре 1719 года, было значительно подробнее, чем предшествующее. В 1706 году пытались ограничить только основные размерения (длину по гон-деку, длину по килю, ширину и глубину трюма), тогда как уложение 1719 года подробно указывало все, от длины по килю до толщины доски на каждой палубе. Новое уложение была также расширено и охватывало корабли первого ранга, размеры которых должны были основываться на HMS Royal Sovereign. С другой стороны, в него включались шестой ранг и меньшие (до 30-пушечных) корабли пятого ранга, так что оно охватило все корабли от 20 пушек и выше. Размеры для остальных типов были скорректированы в соответствии с опытом кораблей, построенных до 1706 года.
Уложение определяло свой набор размеров для каждого типа корабля, кроме самых малых (то есть без ранга).
| Тип                    | Тоннаж, т (прибл.) | Длина по гондеку, по килю         | Ширина                          | Глубина трюма                  | Экипаж      | Вооружение, (пушек × фунтов) | Вооружение, (пушек × фунтов) | Вооружение, (пушек × фунтов) | Вооружение, (пушек × фунтов) | Вооружение, (пушек × фунтов) |
| Тип                    | Тоннаж, т (прибл.) | Длина по гондеку, по килю         | Ширина                          | Глубина трюма                  | Экипаж      | Гондек                       | Мидельдек                    | Опердек                      | Шканцы                       | Бак                          |
| ---------------------- | ------------------ | --------------------------------- | ------------------------------- | ------------------------------ | ----------- | ---------------------------- | ---------------------------- | ---------------------------- | ---------------------------- | ---------------------------- |
| 100-пушечный 1 ранга   | 186942/94          | 174' 0" (53,0 м) 140' 7 (42,8 м)  | 50' 0" (15,2 м)                 | 20' 0" (6,1 м)                 | 850         | 28 × 42 (или 28 × 32)        | 28 × 24                      | 28 × 12                      | 12 × 6                       | 4 × 6                        |
| 90-пушечный 2 ранга    | 156689/94          | 164' 0" (50,0 м) 132' 5" (40,4 м) | 47' 2" (14,4 м)                 | 18' 10" (5,7 м)                | 750         | 26 × 32                      | 26 × 18                      | 26 × 9 (26 × 12)             | 10 × 6                       | 2 × 6                        |
| 80-пушечный 2 ранга    | 13501/94           | 158' 0" (48,2 м) 128' 2" (31,9 м) | 44' 6" (13,6 м)                 | 18' 2" (5,5 м)                 | 520/600     | 26 × 32                      | 26 × 12 (26 × 18)            | 24 × 6 (24 × 9)              | 4 × 6                        | —                            |
| 70-пушечный 3 ранга    | 11289/94           | 151' 0" (46,0 м) 123' 2" (37,5 м) | 41' 6" (12,6 м)                 | 17' 4" (5,3 м)                 | 440/480     | 26 × 24 (26 × 32)            | —                            | 26 × 12 (26 × 18)            | 14 × 6 (10 × 9)              | 4 × 6 (2 × 9)                |
| 60-пушечный 4 ранга    | 95127/94           | 144' 0" (43,9 м) 117' 7" (35,8 м) | 39' 0" (11,9 м) 41' 5" (12,6 м) | 16' 5" (5,0 м) 16' 11" (5,2 м) | 365/400/420 | 24 × 24                      | —                            | 26 × 9                       | 8 × 6                        | 2 × 6                        |
| 50-пушечный 4 ранга    | 75589/94           | 134' 0" (40,8 м) 109' 8" (33,4 м) | 36' 0" (11,0 м)                 | 15' 2" (4,6 м)                 | 280/300     | 22 × 18 (22 × 24)            | —                            | 22 × 9 (22 × 12)             | 4 × 6                        | 2 × 6                        |
| 40/44-пушечный 5 ранга | 59455/94           | 124' 0" (37,8 м) 101' 8" (31,0 м) | 33' 2" (10,1 м)                 | 14' 0" (4,3 м)                 | 190/250     | 20 × 12 (20 × 18)            | —                            | 20 × 6 (20 × 9)              | 4 × 6                        | —                            |
| 20-пушечный 6 ранга    | 37449/94           | 106' 0" (32,3 м) 87' 9" (26,7 м)  | 28' 4" (8,6 м)                  | 9' 2" (2,8 м)                  | 140         | —                            | —                            | 20 × 6                       | —                            | —                            |

## Предложения и ревизии, 1733

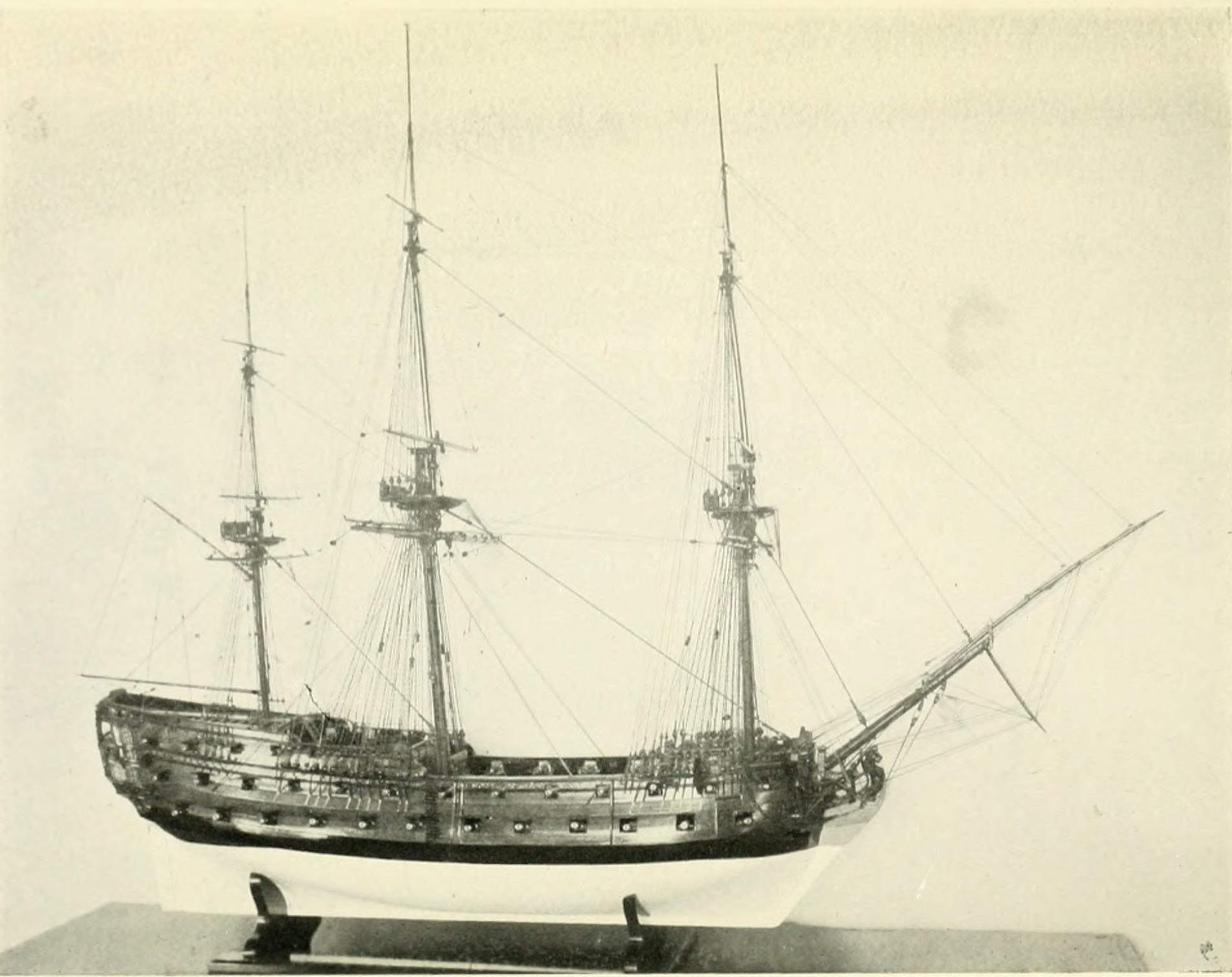
HMS Centurion Ансона представлял собой некоторое отступление от жестких требований 1719 года

В то время как британское кораблестроение оставалось на прежнем уровне, соперники Великобритании на море, прежде всего Франция, продолжали развивать свои корабли. Военно-морской комитет в конце концов был вынужден принять это к сведению. Британские корабли, по сравнению с их зарубежными аналогами, как правило, были значительно меньше — практика, принятая по различным причинам, например отличия в роли Королевского флота от континентальных флотов. Но главным фактором была потребность в многочисленном флоте в сочетании с требованием снизить, насколько возможно, затраты. Однако к 1729 году стали высказываться опасения, что корабли, строящиеся по уложению 1719 года, возможно, слишком малы, и поэтому новый корабль, HMS Centurion (60), и предназначенный к перестройке HMS Rippon делались с небольшим изменением размеров.
В 1732 году Адмиралтейство решило запросить у главных мастеров каждой из королевских верфей отчет, как лучше всего, по их мению, усовершенствовать корабли. Ответы, когда они наконец пришли, были консервативны, и предлагали лишь незначительные корректировки некоторых размеров. Предлагаемые изменения мало согласовались между собой, и дальнейший прогресс произошел только в мае 1733 года, когда член Военно-морского комитета сэр Джейкоб Акворт (англ. Jacob Ackworth) — в то время Сюрвейер флота — предложил Адмиралтейству некоторые изменения в размерах 50-пушечных и 60-пушечных кораблей, в первую очередь увеличение ширины. Адмиралтейство приняло эти предложения, а также внесенные в последующие месяцы для других типов, и новые размеры составили фактически новое уложение, хотя формально они никогда не заменяли размеры 1719 года, и «уложения 1733 года» не существовало. Есть признаки того, что Адмиралтейство желало более глубоких реформ, чем на самом деле осуществленные но, отчасти из-за отсутствия у кого-либо в Комитете практических познаний в судостроении, Адмиралтейский комитет не имел возможности их реализовать.

## Предложения и ревизии, 1741

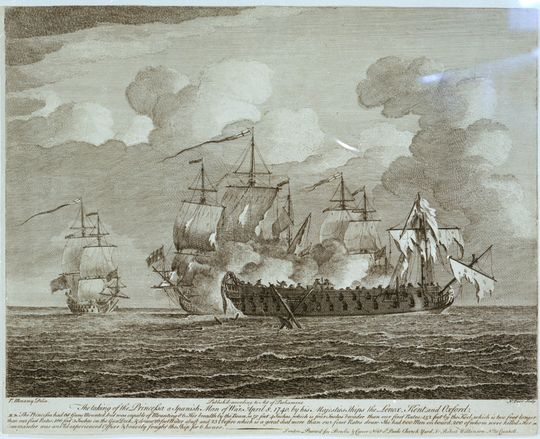
Захват Princessa; хорошо видно, насколько она больше противников

Истинное состояние британского кораблестроения стало очевидно с началом войны за ухо Дженкинса. Чтобы захватить испанский 70-пушечный корабль Princessa в апреле 1740 года, трем британским 70-пушечным (HMS Kent, HMS Lennox и HMS Orford) потребовалось 6 часов, несмотря на то, что у Princessa не хватало одной стеньги. Её большие размеры (гораздо ближе к британским 90-пушечным, чем к 70-пушечным) дали ей остойчивость, которой британским кораблям не хватало, а качество постройки позволило выдерживать обстрел трёх противников в течение долгого времени.
В порядке ответа на теперь уже всем очевидные недостатки британских кораблей, вспомнили ранее заброшенный пересмотр Уложения о пушках, призванный увеличить огневую мощь. С тяжёлыми пушками пришла необходимость в более крупных кораблях, способных их нести, таким образом сэр Джейкоб создал новый пакет предложений для увеличения размеров — на этот раз чуть менее консервативный. Кроме того, новое Уложения о пушках внесло некоторые изменения в типы кораблей, которым предстояло пополнить списки флота в будущем. 70-пушечные стали 64-пушечными, хотя это компенсировалось более тяжёлыми пушками, а также 60-пушечные должны были стать 58-пушечными, опять же с увеличением калибра пушек. В предложенных в 1741 году размерах не строилось ни одного корабля 1 ранга, но были построены один 74-пушечный и два 66-пушечных.

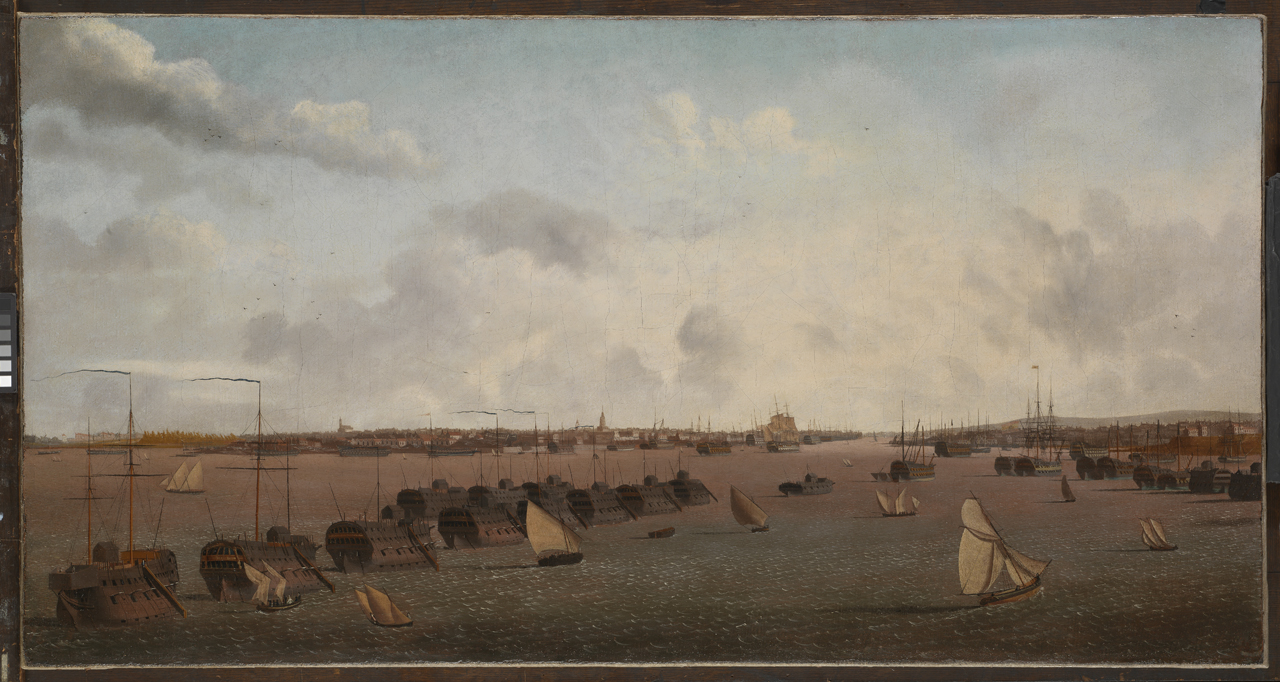
Блокшивы в Портсмуте

Ещё одним побочным эффектом войны стал распад системы перестроек. До начала войны существовала практика периодически перестраивать корабли, с тем чтобы сохранить численность флота, не беспокоя Парламент запросами о новых кораблях. На самом деле многие из этих перестроек представляли собой именно новые корабли, в перестроенном виде практически не сохранившие даже материалов с исходных. В некоторых случаях корабли разбирались за несколько лет до того, как действительно проходили перестройку, но оставались в списке активных в течение всего этого времени.
Перестройка корабля была длительным процессом, дольше и дороже чем постройка полностью нового. Военная необходимость означала, что занимать сухой док на длительное время, потребное для обследования, с целью определить, какое дерево можно использовать в новом корабле, и какое может найти применение в другом месте, а затем для восстановления, стало нерационально. Корабли, предназначенные для отправки на службу в Вест-Индию, требовали докования, чтобы надлежащим образом обшить корпуса для борьбы с древоточцем, и использование сухих доков для обслуживания флота получило преимущество перед перестройками. Именно в это время началась британская практика превращения старых кораблей в блокшивы, как дополнительные складские ёмкости в портах, вместо того чтобы тратить силы и место на верфи на разборку старого корабля, ещё вполне способного плавать (хотя бы и только в гавани). Их переводили в службу на верфях в новом качестве. Очень немногие перестройки были начаты после 1739 года, и совсем ни одной после 1742 года, хотя все уже начатые было разрешено закончить.

## Ревизии по типам
| Тип                  | Год ревизии | Тоннаж, т (прибл.) | Длина по гондеку, по килю          | Ширина          | Глубина трюма   |
| -------------------- | ----------- | ------------------ | ---------------------------------- | --------------- | --------------- |
| 100-пушечный 1 ранга | 1733        | 199970/94          | 178' 0" (54,3 м) 144' 6½" (44,1 м) | 51' 0" (15,5 м) | 21' 6" (6,6 м)  |
| 90-пушечный 2 ранга  | 1733        | 162615/94          | 166' 0" (50,6 м) 134' 1" (40,9 м)  | 47' 9" (14,6 м) | 19' 6" (5,9 м)  |
| 90-пушечный 2 ранга  | 1741        | 167892/94          | 168' 0" (51,2 м) 137' 0" (41,8 м)  | 48' 0" (14,6 м) | 20' 2" (6,1 м)  |
| 80-пушечный 3 ранга  | 1733        | 140067/94          | 158' 0" (48,2 м) 128' 8" (38,9 м)  | 45' 5" (13,8 м) | 18' 7" (5,7 м)  |
| 80-пушечный 3 ранга  | 1741        | 147253/94          | 161' 0" (49,1 м) 130' 10" (39,9 м) | 46' 0" (14,0 м) | 19' 4" (5,9 м)  |
| 70-пушечный 3 ранга  | 1733        | 122323/94          | 151' 0" (46,0 м) 122' 0" (37,2 м)  | 43' 5" (13,2 м) | 17' 9" (5,4 м)  |
| 70-пушечный 3 ранга  | 1741        | 129149/94          | 154' 0" (46,9 м) 125' 5" (38,2 м)  | 44' 0" (13,4 м) | 18' 11" (5,8 м) |
| 60-пушечный 4 ранга  | 1733        | 106149/94          | 144' 0" (43,9 м) 116' 4" (35,5 м)  | 41' 5" (12,6 м) | 16' 11" (5,2 м) |
| 60-пушечный 4 ранга  | 1741        | 112357/94          | 147' 0" (44,8 м) 119' 9" (36,5 м)  | 42' 0" (12,8 м) | 18' 1" (5,5 м)  |
| 50-пушечный 4 ранга  | 1733        | 85344/94           | 134' 0" (40,8 м) 108' 3" (33,0 м)  | 38' 6" (11,7 м) | 15' 9" (4,8 м)  |
| 50-пушечный 4 ранга  | 1741        | 9688/94            | 140' 0" (42,7 м) 113' 9" (34,7 м)  | 40' 0" (12,2 м) | 17' 2½" (5,2 м) |
| 40-пушечный 5 ранга  | 1733        | 59455/94           | 124' 0" (37,8 м) 101' 8" (31,0 м)  | 33' 2" (10,1 м) | 14' 0" (4,3 м)  |
| 40-пушечный 5 ранга  | 1741        | 70636/94           | 126' 0" (38,4 м) 102' 6" (31,2 м)  | 36' 0" (11,0 м) | 15' 5½" (4,7 м) |
| 20-пушечный 6 ранга  | 1733        | 37449/94           | 106' 0" (32,3 м) 87' 9" (26,7 м)   | 28' 4" (8,6 м)  | 9' 2" (2,8 м)   |
| 20-пушечный 6 ранга  | 1741        | 49836/94           | 112' 0" (34,1 м) 91' 6" (27,9 м)   | 32' 0" (9,8 м)  | 11' 0" (3,4 м)  |

### 100-пушечные
Для кораблей первого ранга уложение 1719 года приняло в качестве образца весьма успешный Royal Sovereign в виде 1704 года. Последующие перестройки как Royal William и Britannia были в тех же размерах, что и начальные. Таким образом, все три можно считать «по уложению 1719 года», хотя на самом деле они предшествовали стандарту.
Хотя больше ни одного корабля 1 ранга между 1719 и 1733 годами не строили, Royal Sovereign прошел дополнительные перестройки между 1723 и 1729 годами.
Пересмотр 1733 года не внес изменений в тоннаж, длину или ширину первого ранга, а только увеличил глубину трюма на 6 дюймов. По ревизии 1741 года существенно увеличились размеры.
В размерах 1733 года был построен только один корабль 1 ранга, Victory, номинально перестроенный из своего предшественника 1695 года. Но это была чисто юридическая фикция, так как старый корабль был полностью разобран в 1721 году, а новый не начат до 1733 года. После этого, в размерах 1741 года, корабли 1 ранга вообще не строились.

### 90-пушечные
Пять кораблей 2 ранга были перестроены из существующих по новым спецификациям 1719 года — Prince George в 1719−1723, Union в 1718−1726, Namur в 1723−1729, Neptune в 1725−1730 и Marlborough в 1725−1732. Был приказ на перестройку ещё двух, но на деле они были завершены по ревизии 1733 года. Были несколько пересмотрены размеры.
Duke был перестроен в 1734−1739, а Saint George в 1739−1740. И опять, ещё два должны были быть перестроены в этих размерах, но были завершены по ревизии 1741 года. Ревизия 1741 года отметилась дальнейшим увеличением размеров.
Два корабля 2 ранга были перестроены в размерах 1741 года, Ramillies в 1743−1749 и Prince в 1743−1750.

### 80-пушечные
Уложение 1719 года приняло пересмотренные размеры для этих кораблей (самых малых из трехдечных). До 1733 года по этим спецификациям были перестроены семь 80-пушечных кораблей — Lancaster в 1719−1722, Norfolk в 1718−1728, Cornwall в 1723−1726, Princess Caroline в 1724−1731, Humber в 1723−1726, Somerset в 1722(?)−1731 и Russell в 1729−1735. Восьмой корабль — Cumberland  — был завершен в размерах 1733 года. Humber был переименован в Princess Amelia в 1727 году и срезан до 66-пушечного в 1747−1748.
По ревизии 1733 года увеличились размеры. Два 80-пушечных корабля были перестроены в этих размерах — Boyne в 1736−1739 и Cumberland в 1734−1739 году. Cumberland был срезан на один дек и превращен в 66-пушечный корабль в 1747−1748.
Ревизия 1741 года стала дальнейшим увеличением размеров. Один корабль (Culloden) был начат в размерах 1741 для 80-пушечных кораблей, но в ходе постройки был срезан и достроен в 1747 году как 74-пушечный двухдечный. Новое вооружение составило:
- Гон-дек: 28 × 32 фн
- Опер-дек: 28 × 18 фн
- Шканцы: 14 × 9 фн
- Бак: 4 × 9 фн

Два корабля (Devonshire и Lancaster) были начаты в размерах 1741 для 80-пушечных кораблей, но в ходе постройки были срезаны и достроены как 66-пушечные двухдечные, со следующим вооружением:
- Гон-дек: 28 × 32 фн
- Опер-дек: 26 × 18 фн
- Шканцы: 10 × 9 фн
- Бак: 4 × 9 фн

### 70-пушечные
Восемь 70-пушечных кораблей были перестроены в 1717−1730 годах по новым спецификациям — Edinburgh, Northumberland, Captain, Stirling Castle, Lenox, Kent, Grafton и Ipswich — и построены ещё четыре новых, все в Дептфорде — Burford, Berwick, Buckingham, Prince of Orange (последний исходно назывался Bredah).
Оставшиеся двенадцать 70-пушечных кораблей были построены или перестроены в размерах 1733 года — Elizabeth, Suffolk, Essex, Prince Frederick, Nassau, Bedford, Royal Oak, Revenge, Stirling Castle, Captain, Monmouth и Berwick.
По пересмотренному уложению о пушках 1743 года эти корабли понизили, согласно таблице, из 70-пушечных в 64-пушечные, но с более мощным вооружением.

### 60-пушечные
В начале 1720-х годов по новым спецификациям были перестроены три 60-пушечных корабля — Plymouth, Canterbury и Windsor. В то же время Dreadnought прошел капитальный ремонт (по сути перестройку), а пятый корабль — Sunderland — был заменен новым. В конце 1720-х годов были перестроены шесть новых 60-пушечных кораблей для замены устаревших 50-пушечных — Deptford, Pembroke, Tilbury, Warwick, Swallow и Centurion (последней был несколько шире предписанного), в то время как 60-пушечный Dunkirk был перестроен в те же размеры. Несколько удлиненный Rippon был построен в 1730−1735.
По ревизии 1733 увеличились размеры. Одиннадцать кораблей изначально строились по этим спецификациям, в том числе шесть в качестве замены устаревших 50-пушечных кораблей. Это были Weymouth, Worcester, Strafford, Superb, Jersey, Augusta, Dragon, Lion, Kingston, Rupert и Princess Mary. После 1739 года были построены ещё четыре — Nottingham и Exeter на королевской верфи, а Medway и Dreadnought по контракту.
1741 год принес дальнейший пересмотр размеров в сторону увеличения. Шесть кораблей было заказано этой спецификации: Canterbury, Sunderland, Tilbury, Princess Louisa, Defiance и Eagle. Седьмой — Windsor — был несколько увеличен.
По уложению о пушках 1743 года 26 9-фунтовых пушек на опер-деке заменили на 24 12-фунтовых, с понижением кораблей до 58-пушечных.

### 50-пушечные
Уложение о пушках 1716 года для малых кораблей четвёртого ранга заменило 12-фунтовые пушки на гон-деке на 18-фн, а 6-фн пушек на опер-деке на 9-фунтовых. В то же время были удалены четыре меньшие (6-фунтовые) пушки на юте, таким образом понизив корабли с 54 до 50-пушечных.
По этим спецификациям между 1718 и 1732 годами были перестроены четырнадцать кораблей: Falkland, Chatham, Colchester, Leopard, Portland, Lichfield, Argyll, Assistance, Romney, Oxford, Greenwich, Falmouth, Salisbury и Newcastle.
По ревизии 1733 года увеличились размеры (см. таблицу). В этих размерах на королевских верфях были перестроены восемь кораблей: Gloucester, Severn, Saint Albans, Woolwich, Dartmouth, Guernsey, Antelope и Preston. Впоследствии ещё четыре новых построены по коммрческому контракту: Hampshire, Leopard, Sutherland и Nonsuch.
Ревизия 1741 года отмечена дальнейшем увеличением размеров: 14 новых кораблей были построены по контрактам, по общим чертежам Сюрвейера: Harwich, Colchester, Falkland, Chester, Winchester, Portland, Maidstone, Gloucester, Norwich, Ruby, Advice, Salisbury. Lichfield и второй Colchester (после того как первый был потерян в 1744). Пятнадцатый — Panther — был построен по собственным чертежам королевской верфи в Плимуте, а ещё два, также по чертежам верфей, в Вулвиче и Дептфорде по удлиненному проекту: Bristol и Rochester.

### 40-пушечные
Уложением о пушках для больших кораблей пятого ранга были удалены 4 небольших пушки с юта, а вместо этого добавлена десятая пара пушек на гон-деке, что превратило их из 42- в 40-пушечные. Однако вооружение гон-дека теперь состояло из 12-фн пушек вместо прежних 9-фн. По этой спецификации были построены 13кораблей: Hector, Anglesea, Diamond, Mary Galley, Ludlow Castle, Pearl, Kinsale, Lark, Adventure, Roebuck, Torrington, Princess Louisa и Southsea Castle.
Ревизия 1733 года не внесла никаких изменений в длину гон-дека 40-пушечных, и даже укоротила их по килю на 17 дюймов. Она же существенно увеличила ширину — на 26 дюймов, и глубину трюма — на 6 дюймов. Прототип этих кораблей — Eltham — был перестроен в 1734−1736 годах в Дептфорде. Ещё 13 кораблей были заказаны у частных подрядчиков, начиная с 1739 года: Dover, Folkestone, Faversham, Lynn, Gosport, Sapphire, Hastings, Liverpool, Kinsale, Adventure, Diamond, Launceston и Looe.
Ревизия 1741 года дала дальнейшее увеличение размеров. В этих размерах были построены 13 кораблей, также по контракту: Anglesea, Torrington, Hector, Roebuck, Lark, Pearl, Mary Galley, Ludlow Castle, Fowey, Looe, Poole, Southsea Castle и Chesterfield. Три последних корабля следовали слегка изменённому проекту, с увеличением глубины трюма ещё на 5 дюймов: Prince Edward, другой Anglesea и Thetis.
Для 30-пушечных кораблей пятого ранга уложение предусматривало длину по гон-деку 114 футов, а вооружение (в соответствии с уложением о пушках 1716 года) должно было состоять из восьми 9-фн пушек на гон-деке, двадцати 6-фн на опер-деке, и двух 4-фн на шканцах, но ни одного 30-пушечного корабля по таким спецификациям не строили, и этот устаревший тип скоро исчез.

### 20-пушечные
Уложение 1719 для шестого ранга взяло за образец весьма успешный Dursley Galley, построенный в 1719 году. Три корабля шестого ранга были построены заново: Greyhound и Blandford в 1720 году для замены потерянных, а Rye в 1727 году для замены списанного корабля. Семнадцать других были перестроены из существующих: Lyme и Shoreham в 1720 году, Scarborough в 1722 году, Lowestoffe в 1723 году, Garland, Seaford и Rose в 1724 году: Deal Castle, Fox, Gibraltar, Bideford, Seahorse, Squirrel, Aldborough, Flamborough и Experiment в 1727 году, и Phoenix в 1728 году. Ещё два 20-пушечных корабля были перестроены в Дептфорде в слегка увеличенных размерах в 1732 году: Sheerness и Dolphin, с увеличением ширины до 30 футов 5 дюймов.
Ревизия 1733 года не внесла никаких изменений в длину гон-дека 20-пушечных, и укоротила их по килю на 9 дюймов. Она же существенно увеличила ширину — на 26 дюймов, и глубину трюма — на 3 дюйма. Два 20-пушечных корабля были приведены в Дептфорде к размерам 1733 года: Tartar в 1734 году и Kennington в 1736 году. В 1739−1740 были размещены заказы ещё на четырнадцать новых у частных подрядчиков, по общему чертежу: Fox, Winchelsea, Lyme, Rye, Experiment, Lively, Port Mahon, Scarborough, Success, Rose, Bideford, Bridgewater, Seaford и Solebay. Два других корабля слегка увеличенных размеров, Greyhound и Blandford, были построены, также по контракту, в 1741 году.
По ревизии 1741 года снова увеличились размеры. Пятнадцать кораблей были построены по контракту, по общим чертежам, в размерах 1741 года: Lowestoffe, Aldborough, Alderney, Phoenix, Sheerness, Wager, Shoreham, Bridgewater, Glasgow, Triton, Mercury, Surprise, Siren, Fox и Rye. И опять ещё два — Centaur и Deal Castle — были несколько иной конструкции (без портов на нижней палубе), но отвечали требованиям ревизии 1741 года, в то время как один — Garland — строился в 1745−1748 на верфи в Ширнесс по несколько удлиненному чертежу.

## Отмена
Уложение 1719 года, как и предыдущее, было призвано стандартизировать корабельный состав и одновременно улучшить его качества. Но поскольку оно было регламентной, по сути запретительной мерой, оно кратковременно (где-то на 10−15 лет) достигло первой цели и полностью провалилось по второй. Оказалось, что легко зафиксировать некие спецификации, но невозможно «зафиксировать» идеальные конструкции, потому что даже в консервативном британском Адмиралтейства начала XVIII века происходили перемены. Уложение же фактически запрещало любые изменения. Неизбежным результатом стал застой в области кораблестроения. Он как нельзя больше устраивал казну и был на руку бюрократии и политическим назначенцам, но привел флот к войне 1740 года с морально устарелыми кораблями, и заставил воевать в невыгодном положении. Недостатки конструирования пришлось компенсировать численностью, способностями капитанов и подготовкой команд, то есть война обошлась Англии во всех смыслах дороже.
В итоге начались ползучие изменения в виде отступления от предписанных спецификаций. Последовавшие в 1733 и 1741 годах ревизии отдельных типов, попытки улучшить уложение, были по существу признанием уже совершившихся фактов. Уже сама краткость существования ревизий показывает их нежизнеспособность. Тем не менее живо и сильно было мнение, что возможно обогнать, предвосхитить развитие конструкций, и при этом ввести его в рамки регламента — если его разработать подробнее, глубже входить в детали, предусмотреть их бо́льшее число — одним словом, если составить бумагу получше.
В итоге, когда к 1741 году стало ясно, что существующее уложение себя не оправдало, началась работа по замене его новым. Новое уложение, вступившее в силу в 1745 году и целиком отменявшее все текущие, регламентировало уже такие мелкие детали, как все размерения корпуса и размеры и материал строевого леса. К тому же выпуск чертежей был отобран у всех верфей и полностью сосредоточился в офисе Сюрвейера флота.